# نامه دوم پطرس
مخاطبان نامهٔ دوّم پِطرُس، شماری بسیار از مسیحیان اوّلیه را دربر می‌گیرد. هدف اصلی از نگارش، مقابله با معلّمان دروغین و نیز فساد اخلاقِ ناشی از تعالیم آنهاست. نویسنده چارهٔ این مشکلات را شناختی صحیح از خدا و خداوندْ عیسی مسیح می‌داند. این شناخت به‌واسطه کسانی به ما رسیده‌است که خودْ عیسی مسیح را دیده و تعالیم او را شنیده بودند. نویسنده همچنین به مقابله با تعلیمی برمیخیزد که بازگشت مسیح را در آینده انکار می‌کند. پِطرُس بیان می‌دارد که علت تأخیر در بازگشت مسیح آن است که خدا نمی‌خواهد کسی هلاک شود، بلکه می‌خواهد همه توبه کنند و نجات یابند.
پطرس در خصوص تفسیر و فهم اشتباه از تعالیم پولس در این رساله چنین می‌نویسد: «برادر عزیز ما پولس، نیز با آن حکمتی که خدا به او داده، در بسیاری از نامه های خود دربازهٔ همین مطلب سخن گفته است. درک برخی از نوشته های او دشوار است و بعضی که اطلاع کافی از کتاب آسمانی ندارند و وضع روحانی شان نیز ناپایدار است، آن ها را به غلط تفسیر می کنند، همان کاری که با بخش های دیگر کتاب آسمانی نیز می کنند، اما با این کار نابودی خود را فراهم می سازند.»

## تقسیم‌بندی کلّی
۱ - مقدمه (۱:۱-۲)
۲ - اندرز در خصوص رشد در فضائل مسیحی (۱:۳-۱۱)
۳ - استدلال بر اصالت پیام پِطرُس (۱:۱۲-۲۱)
۴ - هشدار درباره معلّمان دروغین (فصل ۲)
۵ - قطعیت بازگشت مسیح (۳:۱-۱۶)
۶ - بخش پایانی (۳:۱۷-۱۸)